# 大阪国際空港周辺都市対策協議会
大阪国際空港周辺都市対策協議会（おおさかこくさいくうこうしゅうへんとしたいさくきょうぎかい）は、大阪国際空港近隣の10の自治体の連合である。通称は10市協である。伊丹市長が会長をつとめる。大阪国際空港における航空機の騒音等の対策や、空港の安全な運用の推進を目的に活動している。かつては空港反対運動を行っていたが、近年は空港と周辺地域との調和を重視している。大阪国際空港をめぐる政策論議において、国・国土交通省などとの地元の窓口の役割を果たす団体でもある。

## 加盟自治体

### 結成時より加盟
1964年の結成時の加盟市。8市協。
- 豊中市
- 池田市
- 箕面市
- 西宮市
- 宝塚市
- 川西市
- 伊丹市
- 尼崎市

### 途中加盟
1971年からの加盟市。これらを加えて11市協に。
- 大阪市
- 吹田市
- 芦屋市

### 脱退
2012年に脱退。10市協に。
- 大阪市[1]

## 政策
かつて、大阪国際空港騒音対策協議会として設立させた当初は、騒音問題などを抱えた空港に対して否定的な活動を行なっていた。
現在では、大阪国際空港周辺都市対策協議会と名を変え、空港と周辺地域との共存・調和を目指した活動を行なっている。空港の活用にも積極的である。
2012年の大阪国際空港と関西国際空港の経営統合にあたっては、国土交通省の定めた基本方針で、両空港の積極活用が打ち出される一方で、中央新幹線開業などを見据えて大阪国際空港の廃止の検討が盛り込まれた。この大阪国際空港の「廃止の検討」には、11市協を含む地元が反発した。特に、11市協は、国土交通省に対して、基本方針から「廃止」の文言を除去するよう要望した。この11市協の動きについて、大阪市長の橋下徹は不快感を表明した。橋下は大阪国際空港の廃止を持論としており、11市協とはもはや同調できないとして、2012年7月には11市協から大阪市を脱退させた。2013年現在も、10市協を中心に基本方針の修正を求める声はあるが、一方で、情勢を見極めて今は静観しようという姿勢も見られる。

## 歴史
- 1964年: 騒音対策として周辺8市で大阪国際空港騒音対策協議会として結成された。
- 1971年: 3市（#途中加盟）が加盟した。
- 1972年: 運動方針に空港の撤去を盛り込んだ。[要出典]
- 1986年: 空港撤廃の方針を撤回。[要出典]
- 1990年: 空港存続について、旧運輸省と11市協が協定書[注 3]に調印した[注 4]。関西国際空港開港後も、大阪国際空港は国直轄の基幹空港となることが決まった。
- 2005年: 空港廃止から空港存続への政策転換に対応して、名称を大阪国際空港周辺都市対策協議会に変更した。
- 2012年: 大阪市と吹田市[要出典]が脱退検討を表明。のちに大阪市は脱退。